# История денег на территории Украины

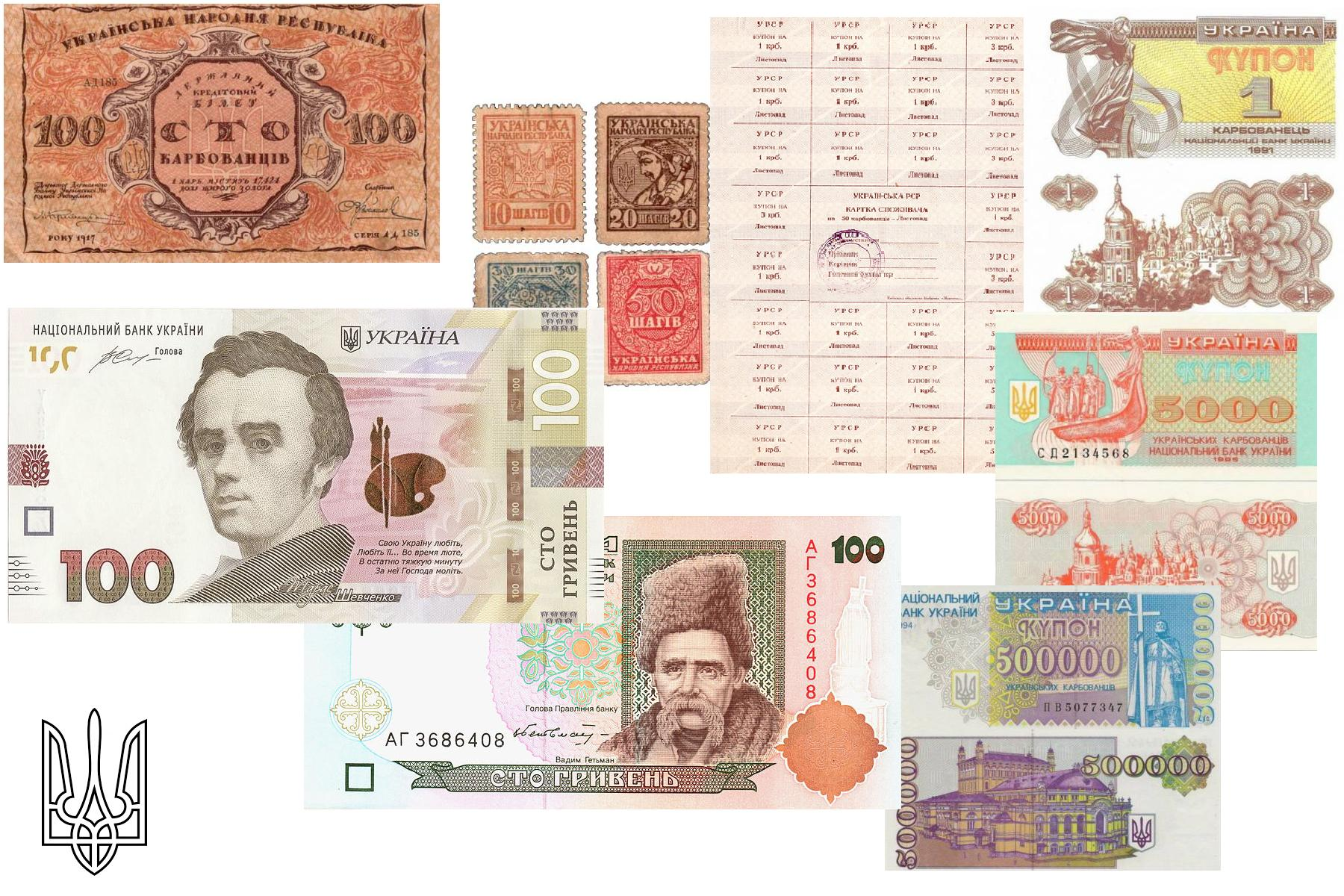
Банкноты 1917—2014 годов

История денег на территории Украины охватывает период с VI века до н. э. по настоящее время и включает несколько самостоятельных этапов, границами которых, как правило, выступают смены политической власти, переходы различных областей Украины под юрисдикцию того или иного государства, появление в пределах её современных границ самостоятельных государств и государственных образований.

## Античный период

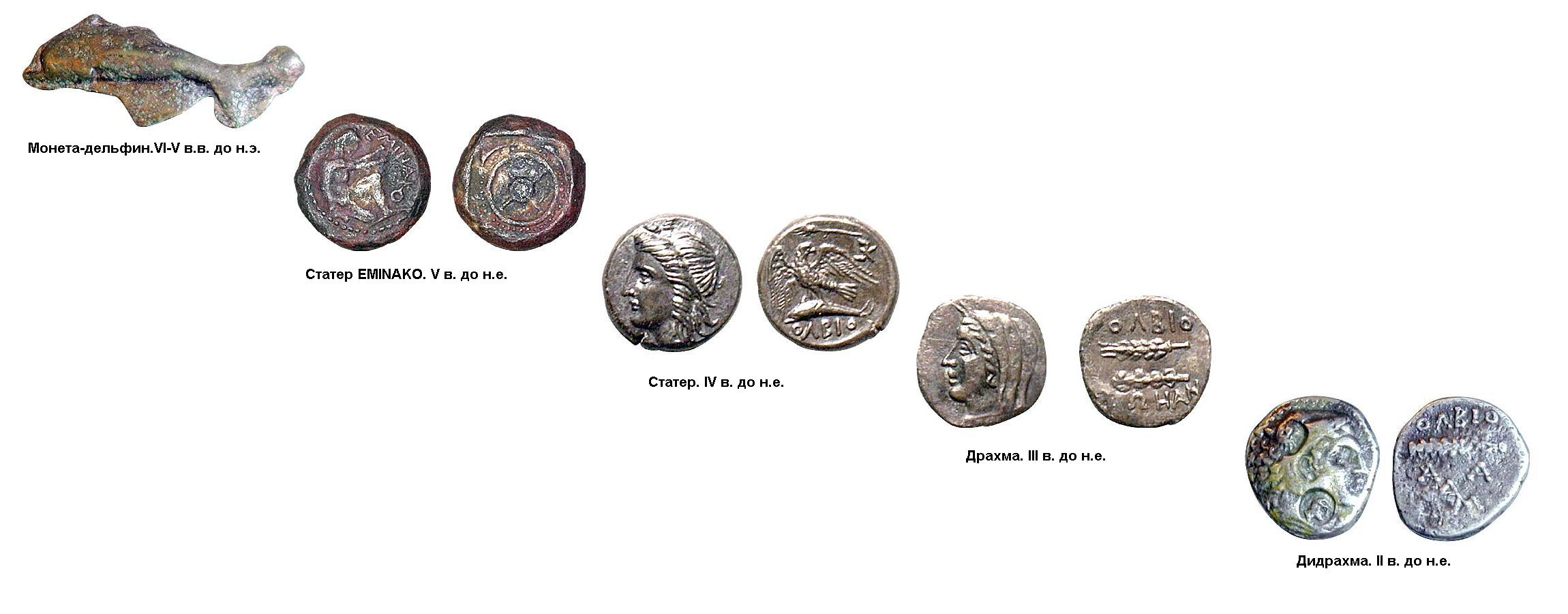
Монеты Ольвии VI в. до н. э. — II в. до н. э

Первая эмиссия денег на территории современной Украины проводилась с VI в. до н. э. по IV в. до н. э. в античных греческих полисах Причерноморья, но ареал их распространения был незначительным.
Первым городом, начавшим изготовление монет, считается Ольвия, основанная в 647—646 г. до н. э. Уже в VI в. до н. э. Ольвия выпускала свои первые монеты, которые, в отличие от других древнегреческих денег, изготавливались по иной технологии. В то время как в остальных греческих городах-государствах монеты чеканились, ольвиополиты их выливали в специальных формах-матрицах. Первые известные монеты назывались «ассами» и по виду напоминали дельфинов..
Намного чаще на украинских землях встречаются монеты древнего Рима: серебряные денарии императорской эпохи времен правления императоров Траяна, Луция, Андриана, Марка Аврелия, Коммода и др.

## Деньги времен Киевской Руси

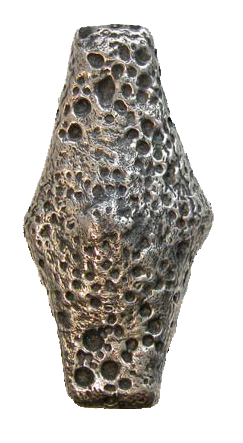
Киевская гривна

На протяжении VIII—XI ст. в Киевской державе доминировали арабские дирхемы, византийские серебряные милиарисии а также западноевропейские монеты денариевого типа. Хотя влияние этих монет внутри Киевской Руси имело очень малое значение, чаще всего их использовали во внешней торговле. Первыми деньгами были шкуры зверей, куниц и белок, так называемые «Куны», которые использовались в Киевской Руси очень часто . По причине неудобства в транспортировке и хранении, со временем они были заменены на части шкур а потом на серебро и золото.
Именно с тех времен берет свои истоки «Гривна» — слиток серебра или золота, известный с XI века, вес которого колебался от 130 до 210 грамм, в зависимости от типа и разновидности. Гривну рубили на две части, которые назывались «рублями» или «рублёвыми гривенками».

### Златник и Сребреник

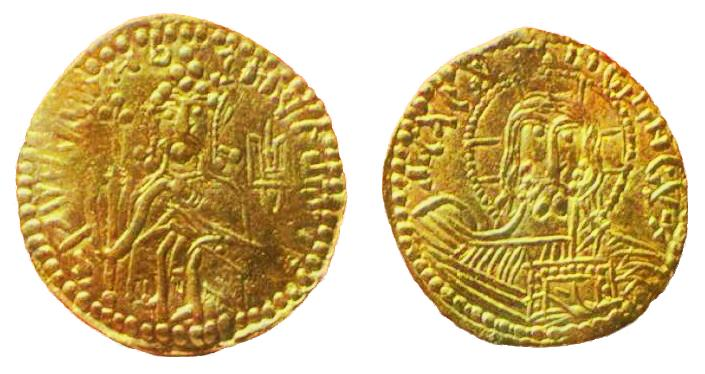
Златник Владимира из коллекции «Эрмитажа»

Первые собственные монеты стали чеканить при князе Владимире Великом (980–1015), они назывались киевскими златниками и сребрениками. Сейчас известно много образцов этих княжеских монет. Златник Владимира имел вес 4,4 г., сребреник — произвольный вес от 1,73 до 4,68 г. На лицевой стороне этих монет чеканились изображения самого князя, на обратной — княжеский родовой знак (тризуб). Большой роли в экономике эти монеты не играли, а были более символом величия и власти князя Владимира.

## Деньги украинских земель, находившихся в составе Польши и Литвы (XIV—XVI вв.)
В Галиции, после оккупации её Польшей у 1349 году Казимиром III, чеканили во Львове серебряные полугроши с гербом Галиции и надписью «moneta Russie» и медные монеты — пулы, которые выпускались как мелкая разменная монета для городской торговли. Немного позже Людовик Венгерский чеканил монеты в незначительных масштабах в 1379—1382 годах, достаточно недолго, как и предыдущие.
В 1399 году, при Владиславе Ягайле, состоялись изменения в польском монетном деле — были введены полугроши большего размера. Рисунок новых львовских монет был грубый и примитивный, рельеф — жёсткий и плоский, многие детали утрачены. Надпись лицевой стороны «moneta Russie» («монета русская») изменено на «moneta Lemberg».
Монетная чеканка Владислава Ягайло, проходившая с 1399 по 1414 год, по объёму значительно превышала чеканку всего предыдущего периода. Полугроши Владислава Ягайло встречаются в достаточно в большом количестве (около 400 экземпляров).

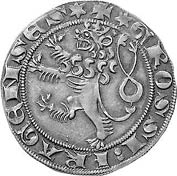
Грош Вацлава II, реверс

Полугроши Галицкой Руси были типичными региональными монетами, которые обслуживали денежный рынок этого региона. Однако территория их распространения была довольно значительной: Галицкая Русь, Волынь, Подолье, Киевщина, Польша, Молдова.
В 60-х годах XIV века была восстановлена чеканка монет в Киеве в период правления князя Владимира Ольгердовича(1362—1394).
В XV—XVI веках наряду с большим количеством пражских денег и других иностранных монет в обращении находились польские и литовские монеты, которые со времён Люблинской унии (1569) стали одинаковыми по стоимости, правда, изображения, которые содержались на монетах, были несколько отличны.

## Деньги времен Гетманщины

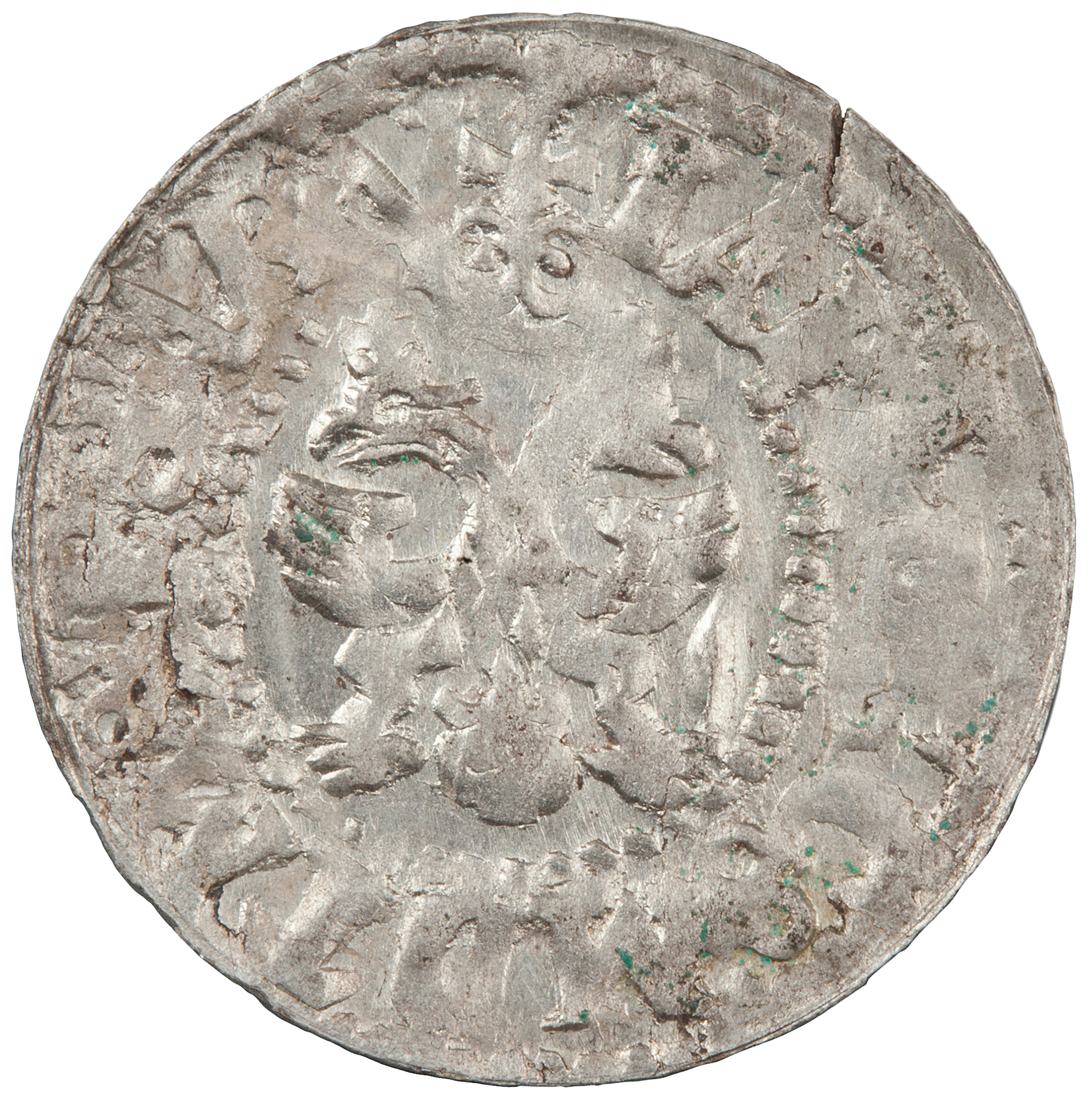
Севский чех

В XVII веке в письменных источниках были упомянуты попытки чеканки монет на Украине. В процессе освободительной борьбы украинского народа появились все условия для этого. По какой-то причине данная идея так и не воплотилась в жизнь. По некоторым свидетельствам на одной стороне готовившихся к выпуску монет был изображён меч, а с другой — имя Богдана Хмельницкого. Наиболее вероятной является гипотеза, что было сделано для пробы небольшое количество монет, но по многим причинам украинская национальная валюта так и не появилась в обороте. По крайней мере на сегодня таких монет пока не обнаружено или они не выделены среди других, многочисленных находок.
В 1686—1687 годах, по инициативе московского правительства, были отчеканены чехи (в г. Севск). Они были сделаны по образцу польского полторка, но вместо щита с польско-литовскими гербами на них был изображён двуглавый орёл. Севские чехи были предназначены для оборота на Украине, а точнее для замены в обращении иностранных монет. Но они не были приняты населением, и московское правительство было вынуждено в 1687 году перестать производить чехи, а в 1689 они были изъяты из оборота.

## Деньги Украины 1917—1919 годов

### Выпуск бумажных денег Украинской Центральной Радой

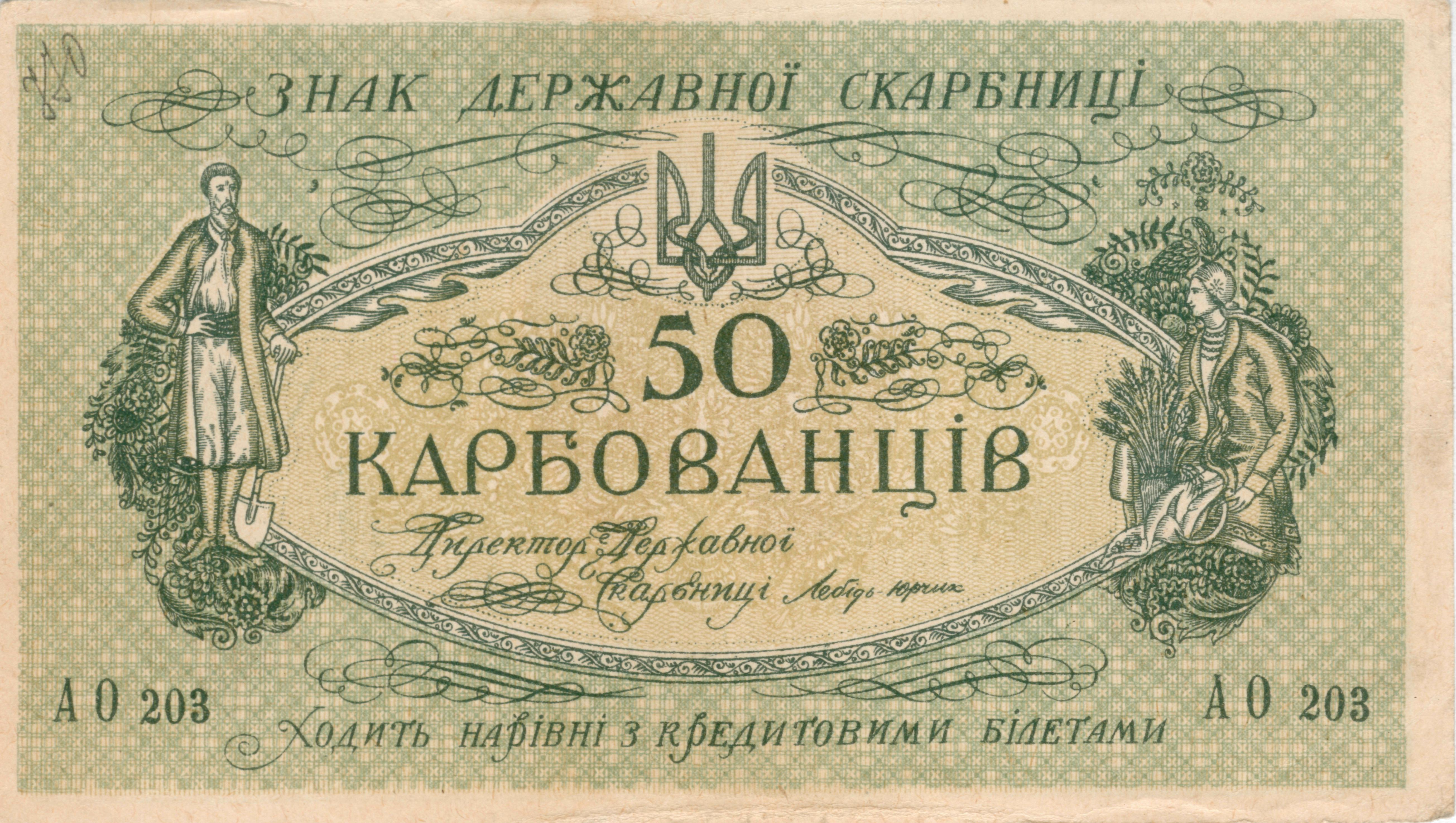

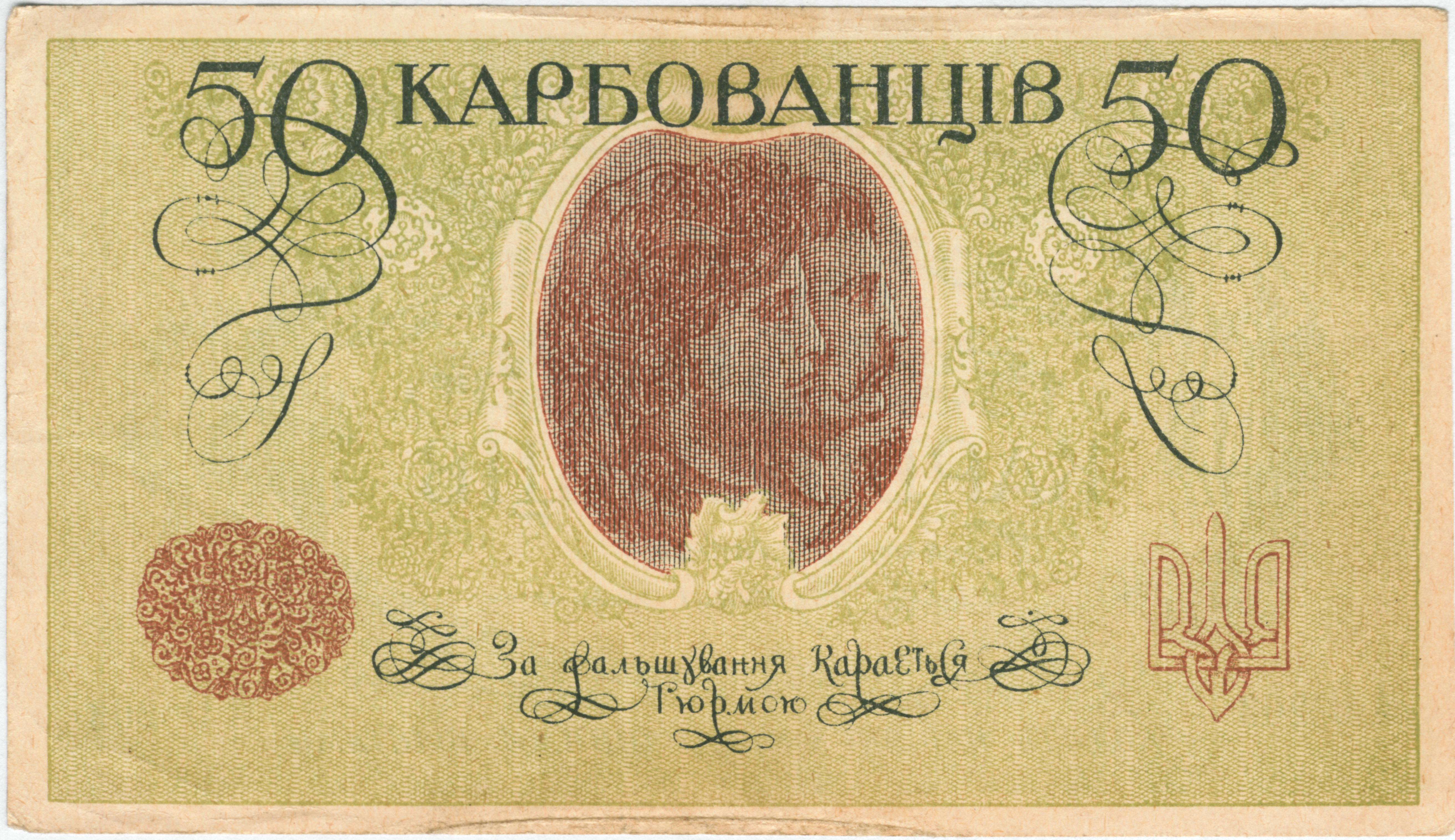
50 карбованцев 1918

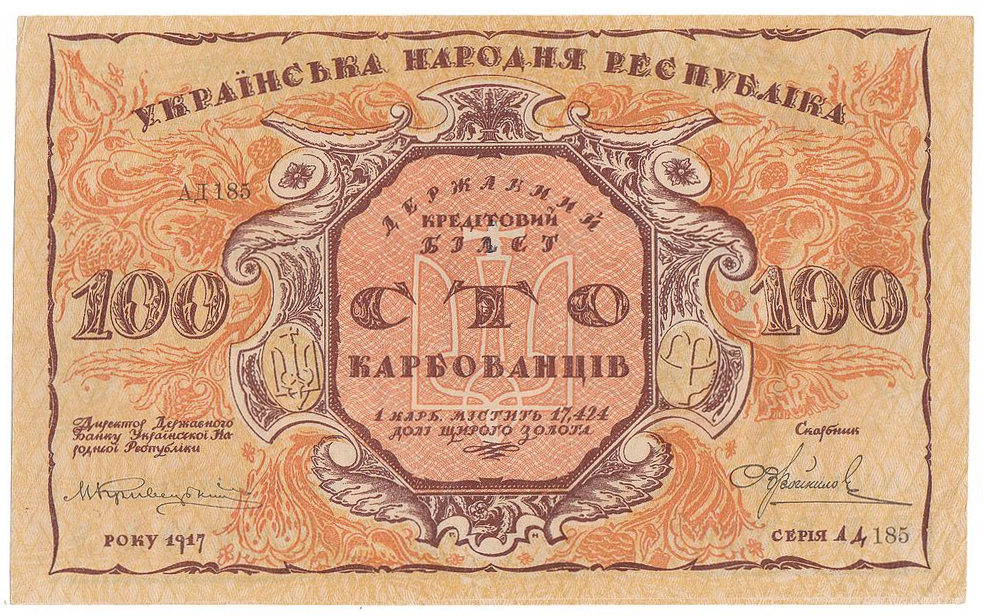
100 карбованцев

В июне 1917 года была образована Украинская Народная Республика, а в марте — Центральная Рада, которая вскоре после этого задалась вопросом о создании собственной национальной валюты.
Летом 1917 года Михаил Грушевский объявил конкурс на лучшие эскизы украинских бумажных денег. В качестве герба Украины были предложены трезубец с крестом.
19 декабря Центральная Рада приняла временный закон о выпуске государственных кредитных билетов. В первой эмиссии были выпущены карбованцы.
24 декабря 1917 года были выпущены в оборот дензнаки УНР — купюры достоинством 100 карбованцев.
1 марта 1918 года был подписан Брест-Литовский мирный договор и Центральная Рада вернулась в Киев, впоследствии основной денежной единицей стала гривна. Тогда и появилась большая потребность в деньгах. Поэтому Украинский государственный банк начал печатать временные расчётные билеты. Были выпущены бумажные деньги номиналом в 100, 200, 400, 500 и 1000 карбованцев, которые были достаточно качественными.
30 марта 1918 года были выпущены бумажные деньги номиналами в 5, 10, 25 и 50 карбованцев. Центральной Радой также были выпущены первые украинские марки с номиналом в шагах, которые изначально были задуманы как почтовые миниатюры, но с 18 апреля 1918 года шаги стали использоваться в качестве марок и денег одновременно.

### Бумажные деньги Украины при гетманате П.Скоропадского

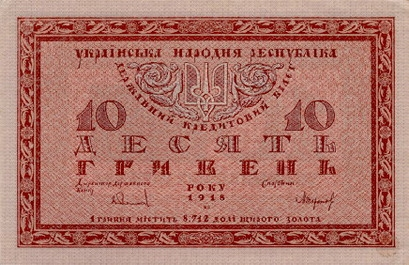
10 гривен УНР. 1918 год

29 апреля 1918 года гетманом Украины был избран П. Скоропадский. При нём была реформирована банковская сеть, а 31 мая 1918 года гетман издал приказ о введении новых бумажных денег — гривен. Печатались они в Берлине и были заказаны ещё Центральной Радой.
Первые бумажные гривны появились 5 августа 1918 года номиналом в 50, 100, 200 и 1000 гривен. Автором эскизов был Георгий Нарбут.
В августе-сентябре 1918 года на Украину начали поступать первые партии денег. 17 октября 1918 года Киевской конторой Государственного банка были выпущены в оборот гривны, отпечатанные в Германии, сразу шесть номиналов: по 2, 10, 100, 500, 1000 и 2000 гривен. Причем только на 1000 и 2000 гривен было официальное название Украины времен гетманата, ведь многие деньги были заказаны ещё Центральной Радой и на них она называлась «Українська Народна Республіка».

### Выпуск бумажных денег Украинской Директорией

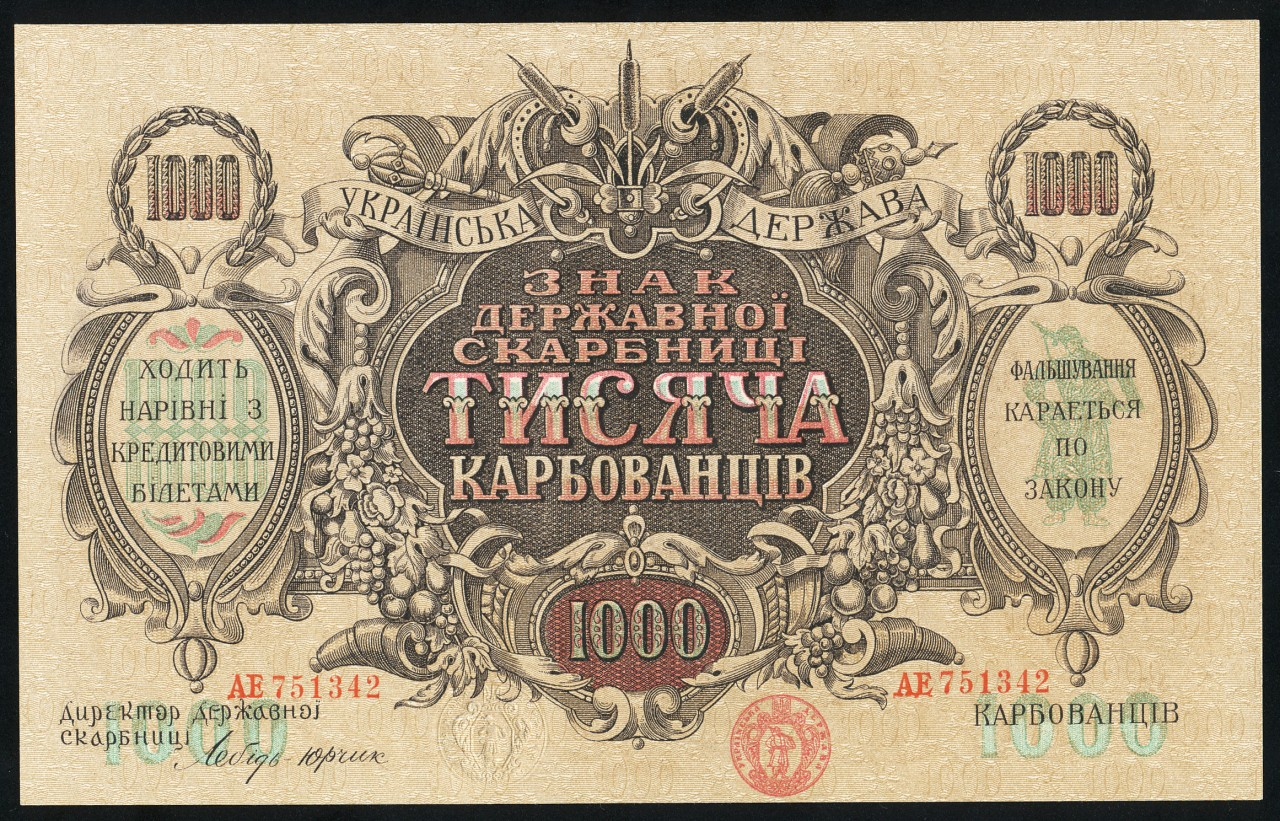

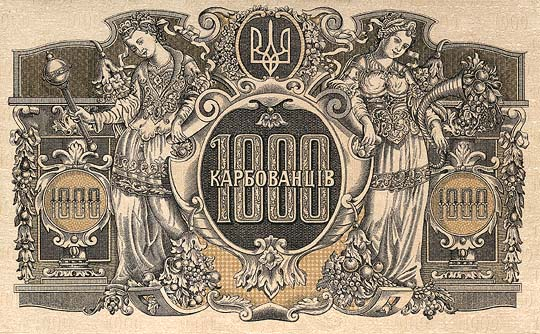
1000 карбованцев Украинской Державы гетмана Скоропадского. 1918

В ноябре 1918 года было свергнуто гетманское правительство, а 14 ноября 1918 года в Белой Церкви была создана Украинская Директория, которая уже в декабре вошла в Киев.
22 августа 1919 года Директорией было объявлено, что российские деньги не признаются законными платёжными знаками в УНР, как и все остальные деньги чужих государств. Поэтому в Каменец-Подольском Директория выпустила в оборот купюры номиналом в 10, 25, 100, 250 и 1000 карбованцев, а также продолжался выпуск знаков предшествующих образцов.
Одним из самых лучших денежных знаков была банкнота в 1000 карбованцев, выполненная в стиле украинского барокко, эскиз которой был предложен Григорием Золотовым. Печатали знак в Киеве, в оборот он поступил 13 ноября 1918 года.

## Деньги Украины в составе СССР

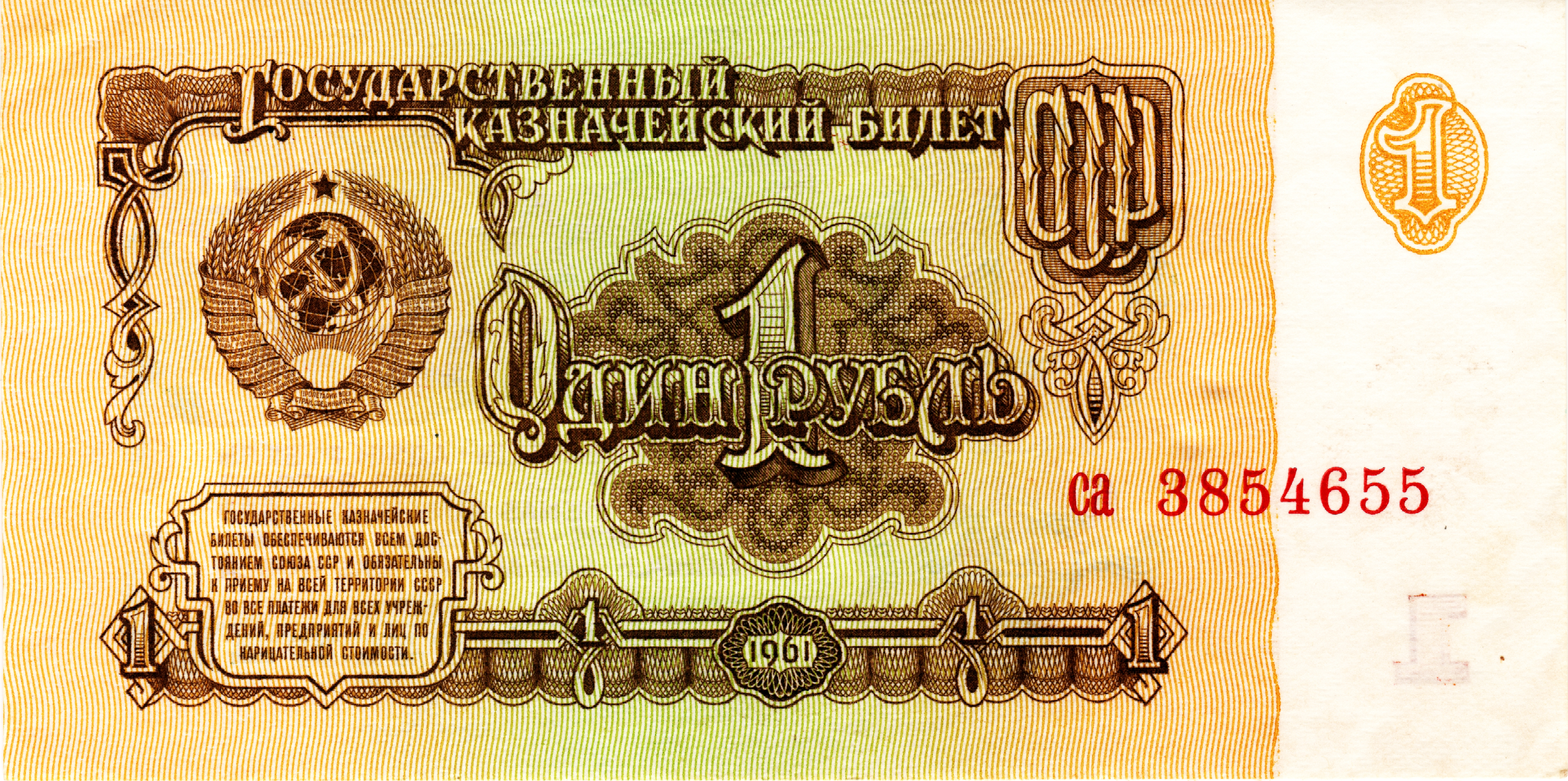
Казначейский билет 1 рубль, 1961 год

Во времена, когда Украина входила в состав СССР, в обращении находились деньги советского образца — рубль. Также во времена СССР название «рубль» на украинский язык официально переводилось как «карбованець»; наименование «карбованець» было указано на советских банкнотах в числе наименований на титульных языках всех республик Союза. Соответственно обозначениями «крб» маркировались товары, украиноязычная печатная продукция и пр.

## Деньги Рейхскомиссариата Украина
Во времена оккупации Украины Третьим Рейхом в 1941—1944 годах на Украине вошли в оборот карбованцы, выпущенные созданным оккупационными властями Центральный эмиссионный банк Украины, номиналом 1, 2, 5, 10, 20, 50, 100, 200 и 500 карбованцев.

## Деньги независимой Украины с 1991 года

### Одноразовые отрезные купоны

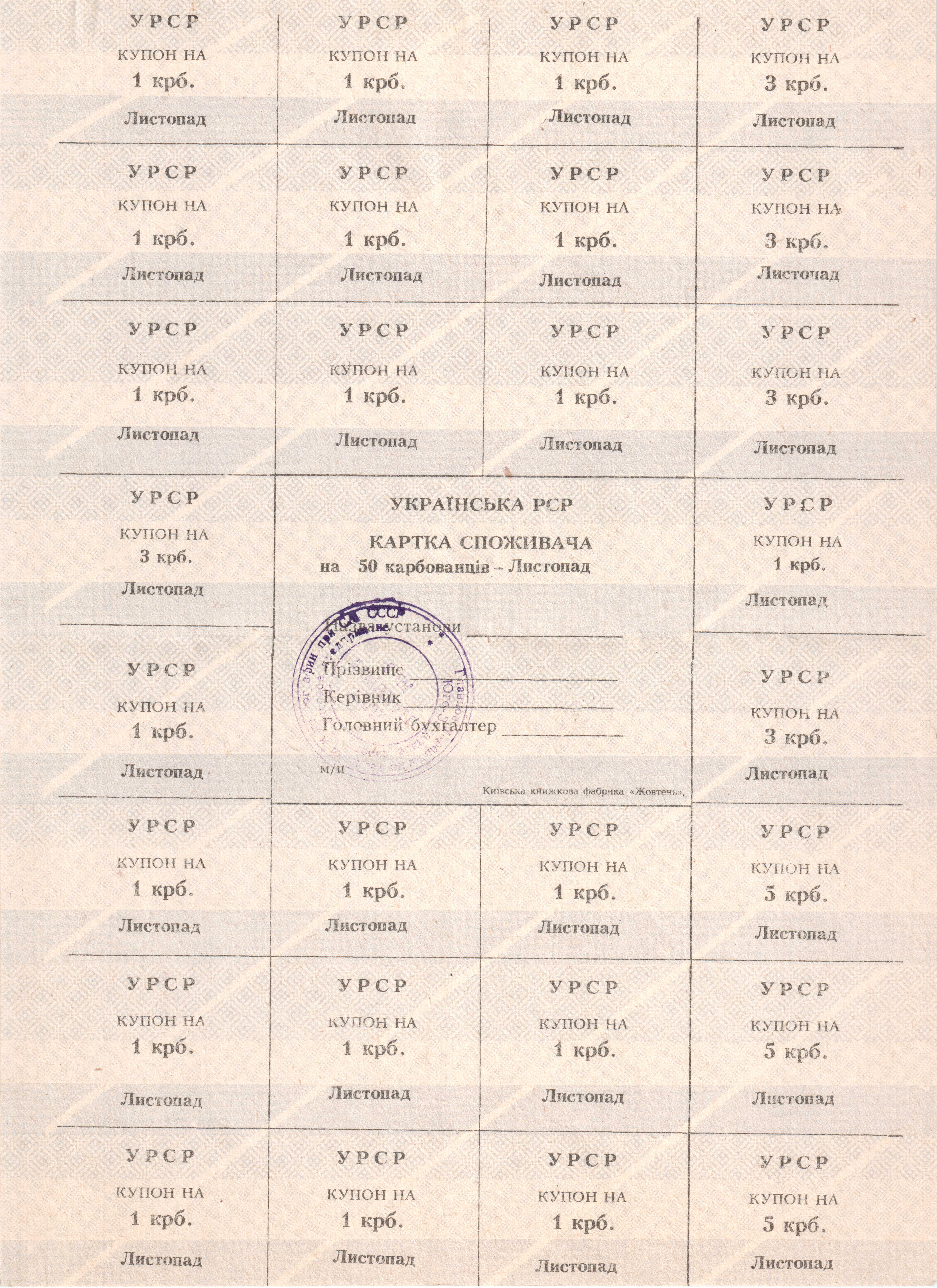
Украинские купоны 1990—1991 годов

В результате проведения всенародного Референдума, Украина провозгласила свою независимость в 1991 году и выпустила собственные деньги, которые назывались Купонами.
Одноразовые отрезные купоны были введены в ноябре 1990 года и печатались до декабря 1991 года на листах формата А4 как с водяными знаками, так и без них. Купоны имели силу только в неотрезанном состоянии — в листах и с печатью организации: отделения почты, института, завода, сберкассы, их выдавшей.
Отрезанные купоны без печатей в центре листов считались недействительными.
Они выдавались вместе с зарплатой и должны были гаситься: прокалываться или штамповаться в магазине. С января по сентябрь 1991 года на купонах печаталась область, например: ХАР — Харьковская, ДОН — Донецкая; с октября по декабрь 1991-го купоны были едины для всей Украины. 12 января 1992 года, с введением купоно-карбованца, отрезные купоны прекратили хождение.

### Купоны многоразового обращения

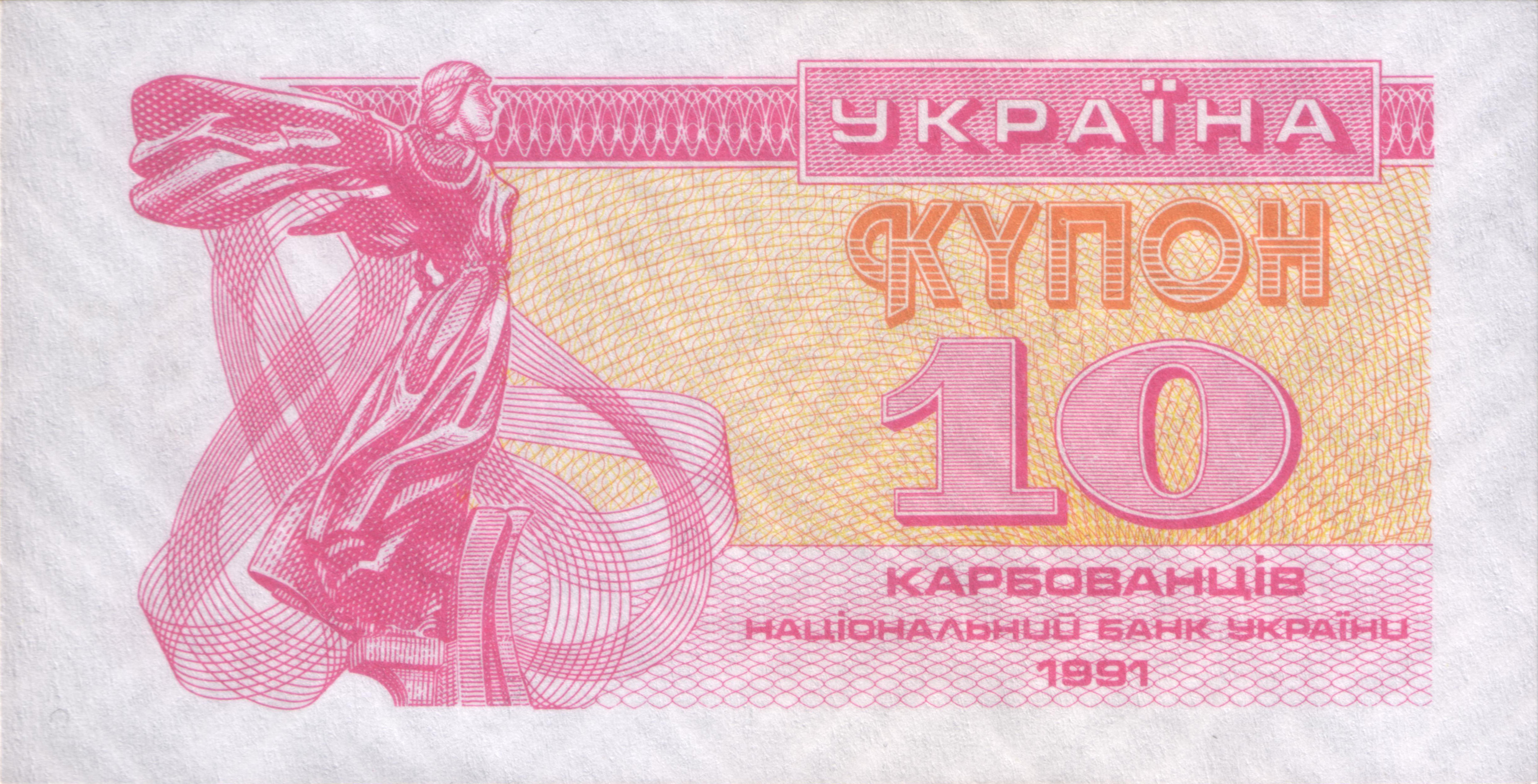
10 карбованцев 1991 года. Аверс

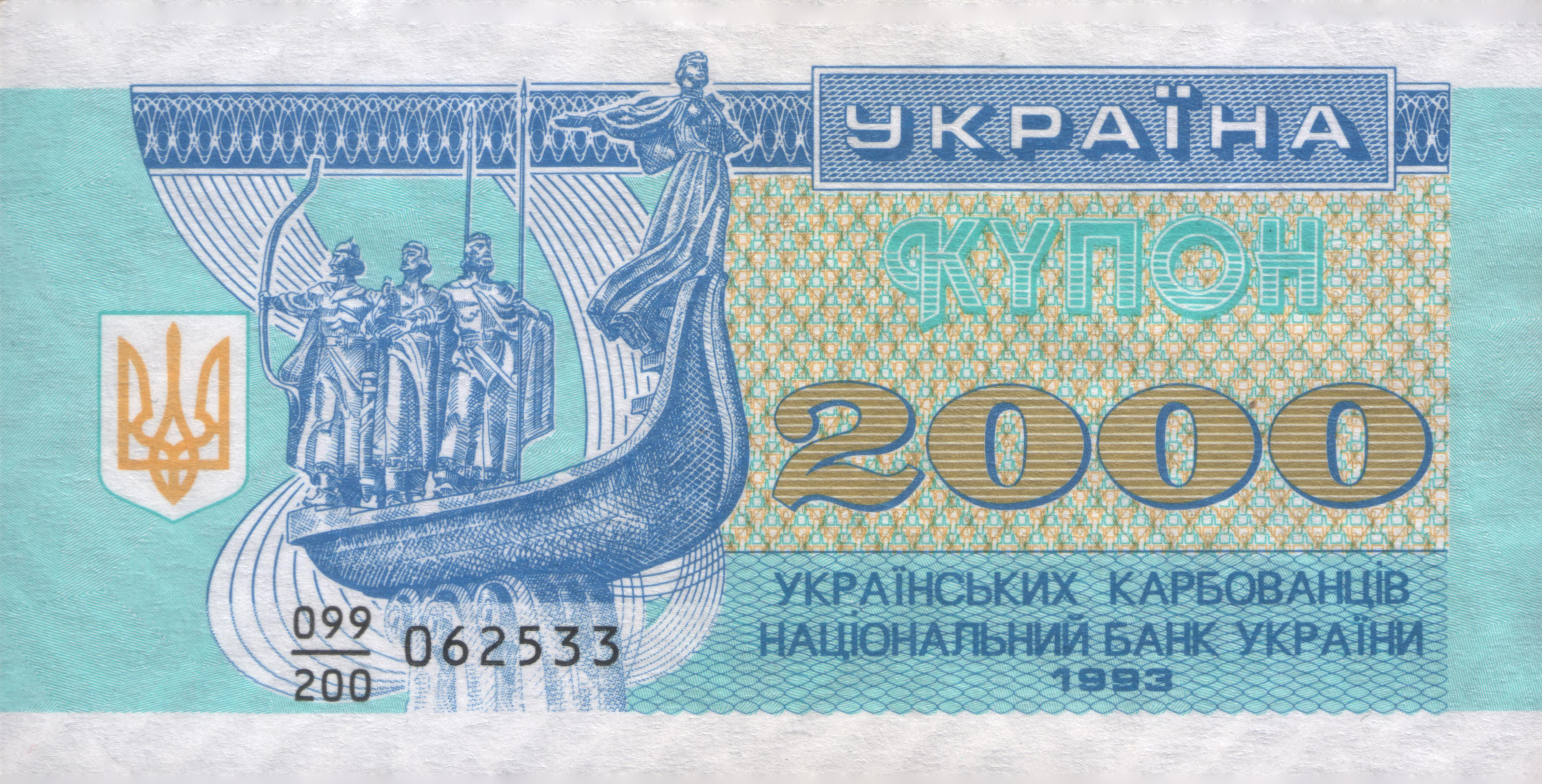
2000 карбованцев Украины 1993

Следующим этапом стало введение купонов многоразового обращения, что позволило сократить расходы на их печать и не ограничивало бы людей по срокам использования купонов, то есть отсутствие указания периода, в течение которого купон должен быть использован.
Первый выпуск украинских купонов был в 1991 году. Банкноты были отпечатаны в типографии «Imprimerie Speciale de Banque» (Франция). Все банкноты одинакового размера (105х53 мм) и дизайна, отличие только в цветовой гамме.
Учитывая, что первоначально купоно-карбованцы не предполагалось использовать как самостоятельную денежную единицу, они имели низкий уровень защиты — отсутствовал индивидуальный номер, они быстро протирались по сгибам.
Карбованцы 1992 года выпуска были отпечатаны в Великобритании. По дизайну банкноты однотипны, отличие только в цвете. На аверсах купюр слева изображён памятник в честь 1500-летия основания Киева. На реверсах — изображение Софийского Собора в Киеве. Номиналом в 100, 200, 500, 1000, 2000 карбованцев.

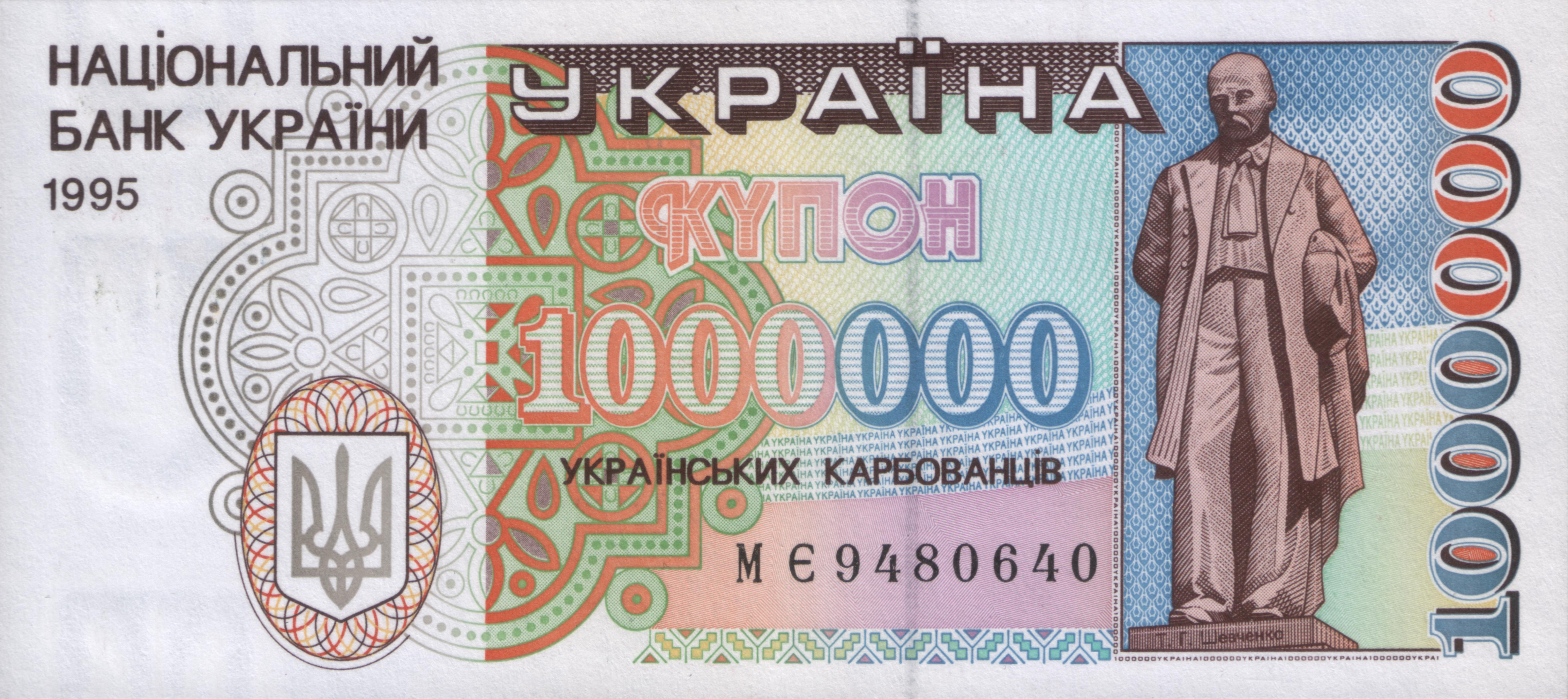
1,000,000 карбованцев Украины 1995

Но карбованцы подверглись большой инфляции, из-за чего со временем были заменены. 1 октября 1996 карбованцы были изъяты из оборота.

### Гривна

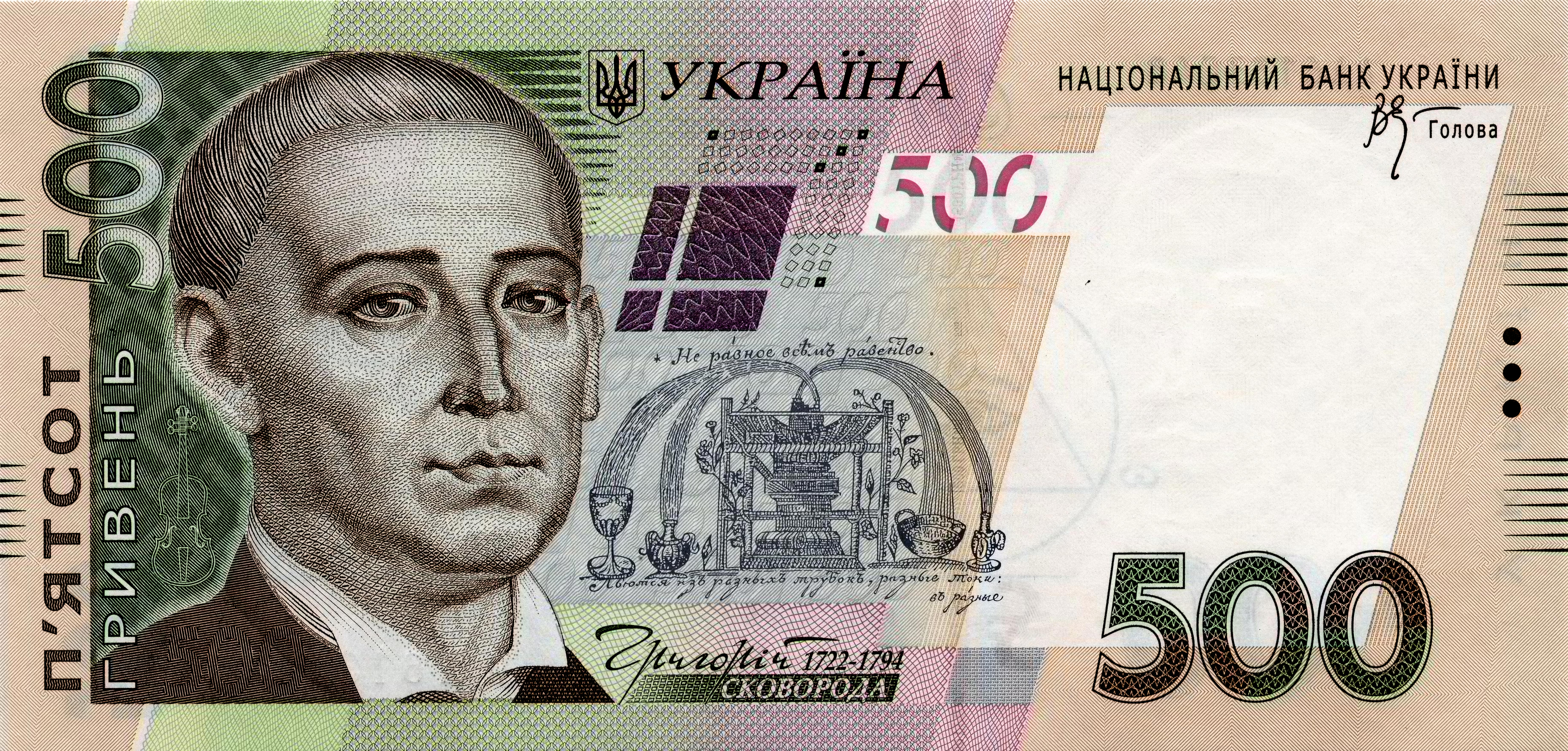
500 гривен 2006

В 1992 году во Франции, Италии и Канаде были напечатаны банкноты с новой валютой — гривной. В 1992—1993 годах в ходе операции «Щит Украины» контейнеры с новой валютой были переправлены на Украину морским путём и по воздуху под охраной сотрудников спецподразделения «Альфа».
Работа по созданию банкнот проходила под эгидой комиссии Верховной Рады Украины по вопросам экономических реформ и управления народным хозяйством, а также комиссии по вопросам культуры и духовного возрождения. В этой работе приняли участие народные депутаты Украины Леонид Танюк, Павел Мовчан, Дмитрий Павлычко, Владимир Яворивский, Иван Заец и др.

Эскизы банкнот рассматривал Президиум Верховной Рады под председательством Леонида Кравчука, который утвердил эскизы, подготовленные В. Лопатой. 

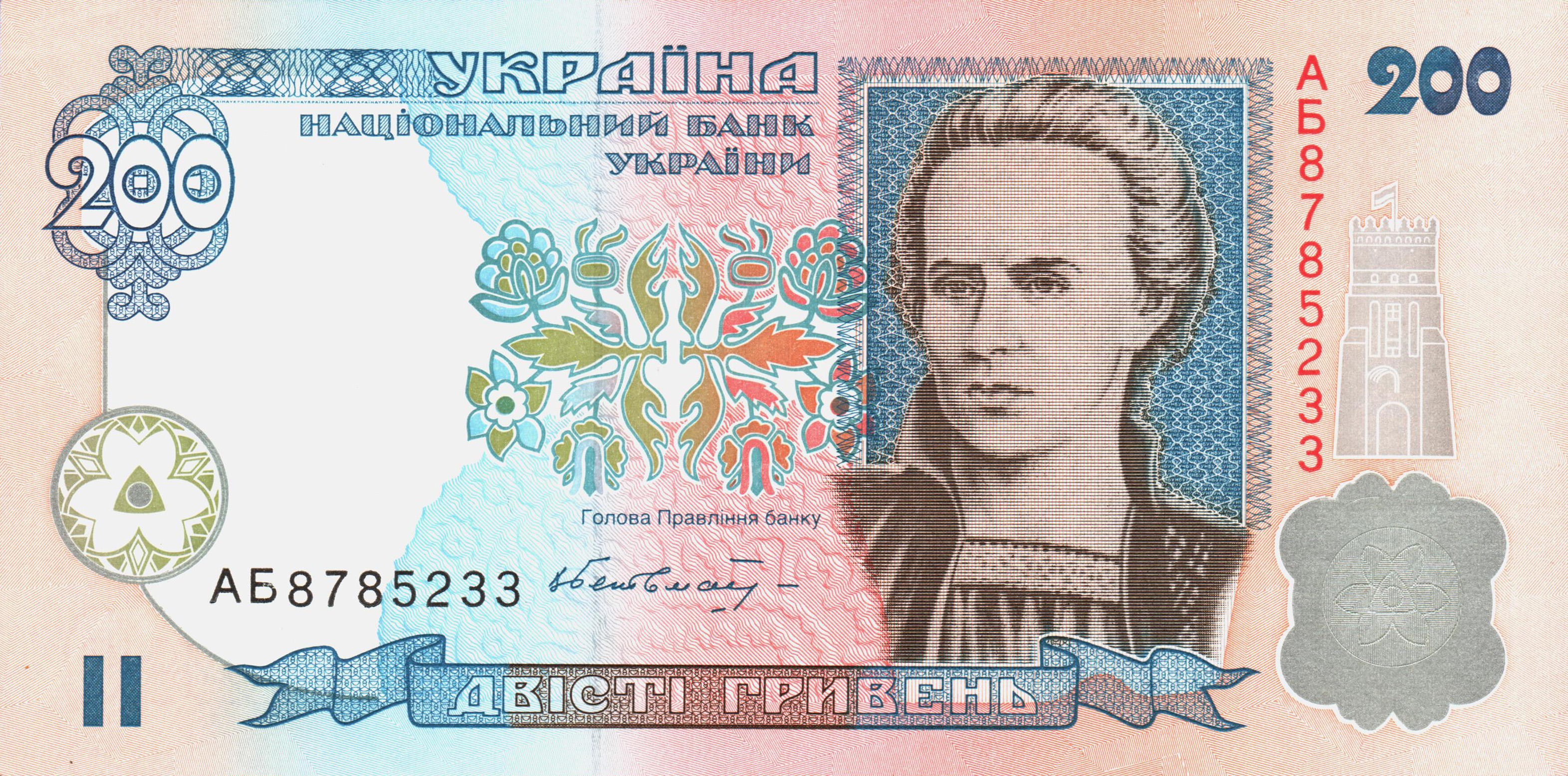
200 гривен 2000

В соответствии с президентским указом № 762/96 Л. Д. Кучмы от 25 августа 1996 года «О денежной реформе на Украине» (опубликованном 29 августа 1996 года), гривна была введена в качестве денежной единицы 2 сентября 1996 года.
2 сентября 1996 года начался обмен купоно-карбованцев на гривны в соотношении 100 000 карбованцев = 1 гривна. С этого дня в банках выдавались только гривны. До 16 сентября повсеместно к платежу принимались и карбованцы, и гривны. После этого обмен можно было произвести только в банках. Процедура обмена продолжалась до 1998 года.

2 сентября 1996 года Национальный банк Украины ввёл в оборот банкноты номиналом 1, 2, 5, 10, 20, 50 и 100 гривен. 22 августа 2001 года в оборот введена банкнота номиналом 200 гривен. 15 сентября 2006 года в оборот введена банкнота номиналом 500 гривен.

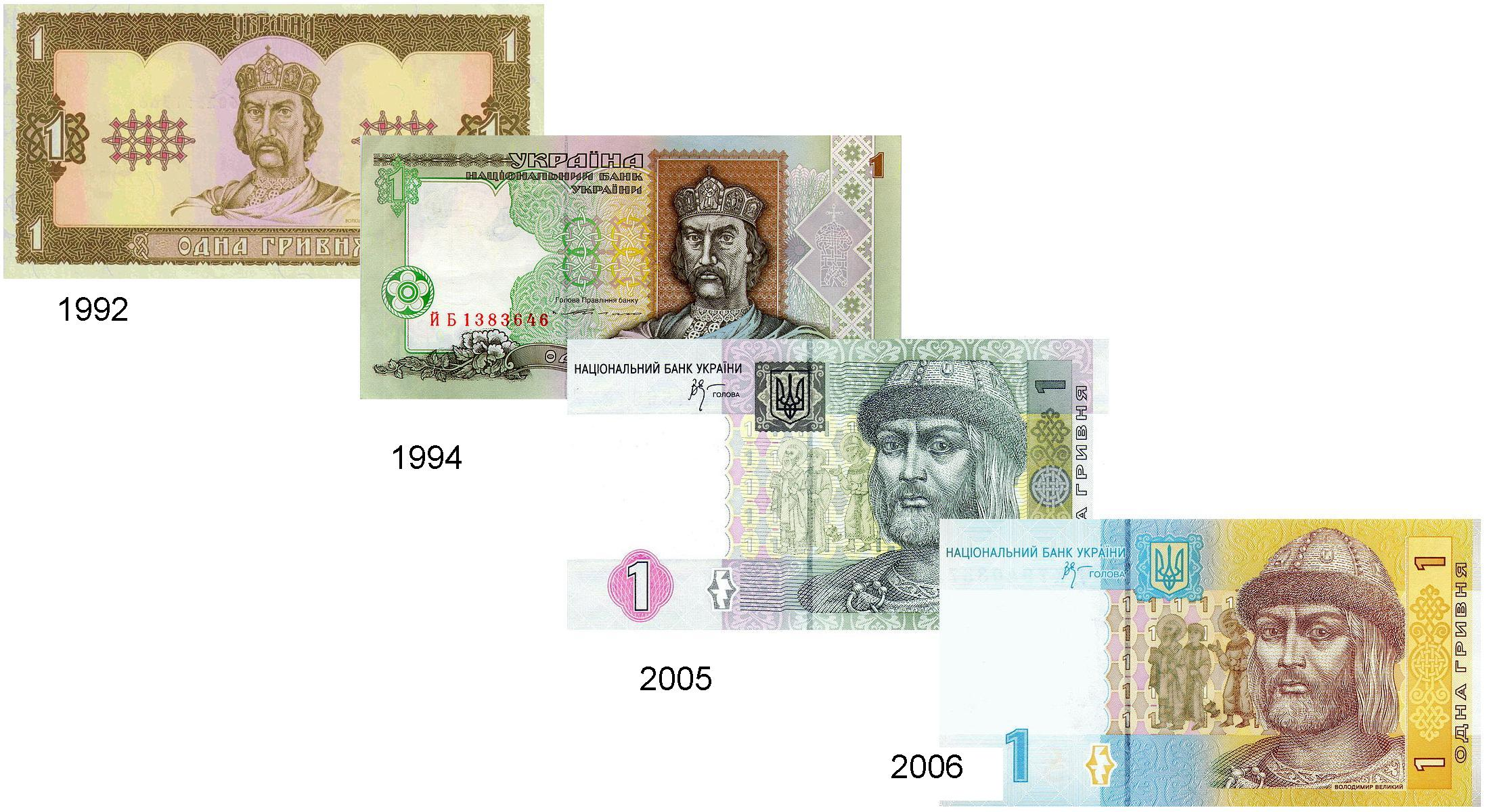
История одной гривны

С 1996 года и по сегодняшний день гривна подвергалась изменениям в дизайне, чаще всего несущественным, хоть и были достаточно кардинальные изменения.